# Thanathip Paengwong
Thanathip Paengwong (tiếng Thái: ธนาธิป แพงวงศ์) là một cầu thủ bóng đá người Thái Lan.
Trước đó anh thi đấu cho Osotspa ở Giải bóng đá Ngoại hạng Thái Lan.